# Rosalie (film, 2024)
Pour les articles homonymes, voir Rosalie.
Pour plus de détails, voir Fiche technique et Distribution.
Rosalie est un film franco-belge réalisé par Stéphanie Di Giusto et sorti en 2024. Il s'inspire de la vie de Clémentine Delait, célèbre femme à barbe française du début du XXe siècle,.
Il est présenté dans la catégorie « Un certain regard » du festival de Cannes 2023, en compétition pour la Queer Palm.

## Synopsis
1870. Rosalie est une jeune femme qui cache un secret : c'est une femme à barbe. Pour ne pas être rejetée, elle s'oblige à se raser. Abel, propriétaire d'un café et endetté, l'épouse pour sa dot sans connaître le secret de sa fiancée.

## Fiche technique
Sauf indication contraire, les informations mentionnées dans cette section peuvent être confirmées par le générique de fin de l'œuvre audiovisuelle présentée ici, ainsi que par la base de données cinématographiques Unifrance,  présente dans la section « Liens externes ».
- Titre original : Rosalie
- Réalisation : Stéphanie Di Giusto
- Scénario : adaptation et dialogues de Stéphanie Di Giusto et Sandrine Le Coustumer, d’après un traitement de Sandrine Le Coustumer et Alexandra Echkenazi
- Musique : Hania Rani
- Décors : Laurent Ott
- Costumes : n/a
- Photographie : Christos Voudouris
- Son : Pierre Mertens
- Montage : Nassim Gordji Tehrani
- Production : Alain Attal
- Sociétés de production : Trésor Films, en coproduction avec Gaumont (France) et Artémis Productions (Belgique)
- Sociétés de distribution : Gaumont (France) ; A-Z Films (Québec), Athena Films (Belgique), JMH Distributions SA (Suisse romande)
- Pays de production :  France,  Belgique
- Langue originale : français
- Format : couleur
- Genre : drame historique
- Durée : 115 minutes
- Dates de sortie :
  - France : 18 mai 2023 (festival de Cannes) ; 10 avril 2024 (sortie nationale)
  - Suisse romande : 10 avril 2024
  - Belgique : 17 avril 2024
  - Québec : 26 avril 2024

## Distribution
- Nadia Tereszkiewicz : Rosalie Deluc
- Benoît Magimel : Abel Deluc
- Benjamin Biolay : Barcelin
- Guillaume Gouix : Pierre
- Gustave Kervern : Paul, le père de Rosalie
- Anna Biolay : Jeanne
- Juliette Armanet : Clothilde
- Lucas Englander : Camilius
- Serge Bozon : le photographe
- Eugène Marcuse : Jean
- Aurélia Petit : la supérieure de l'orphelinat
- Aminthe Audiard : la copine de Rosalie

## Production

### Développement et attribution des rôles
Le scénario est très librement inspiré de la femme à barbe vosgienne Clémentine Delait.
En mai et juin 2022, la production Trésor Films recherche des figurants pour le tournage de son prochain film, intitulé La Rosalie, de Stéphanie Di Giusto, avec Nadia Tereszkiewicz et Benoît Magimel, prévu en Bretagne entre octobre et novembre,. Le film est coproduit par France 3 Cinéma et Artémis Productions (Belgique). En ce même mois, La production Trésor Films confie le mandat de l'exploitation en salle et ventes à Gaumont.

### Tournage
Le tournage commence le 6 octobre 2022 en Bretagne, précisément aux Forges des Salles (Kreiz Breizh) — qu'a découvertes la réalisatrice grâce à l’émission Des racines et des ailes, « alors qu'elle cherchait un endroit dans les Vosges, elle s’est finalement écriée : c’est là où se passe tout mon scénario, raconte Emmanuelle du Pontavice, propriétaire de l'ancien village » —,, à Duault (Côtes-d'Armor) pour le manoir de Rosviliou transformé en orphelinat et à Concarneau (Finistère) pour le château de Kériolet au profit de la salle des gardes, d'où la scène du banquet ayant réuni une cinquantaine de figurants bretons,. Le tournage s'achève au début de décembre la même année.

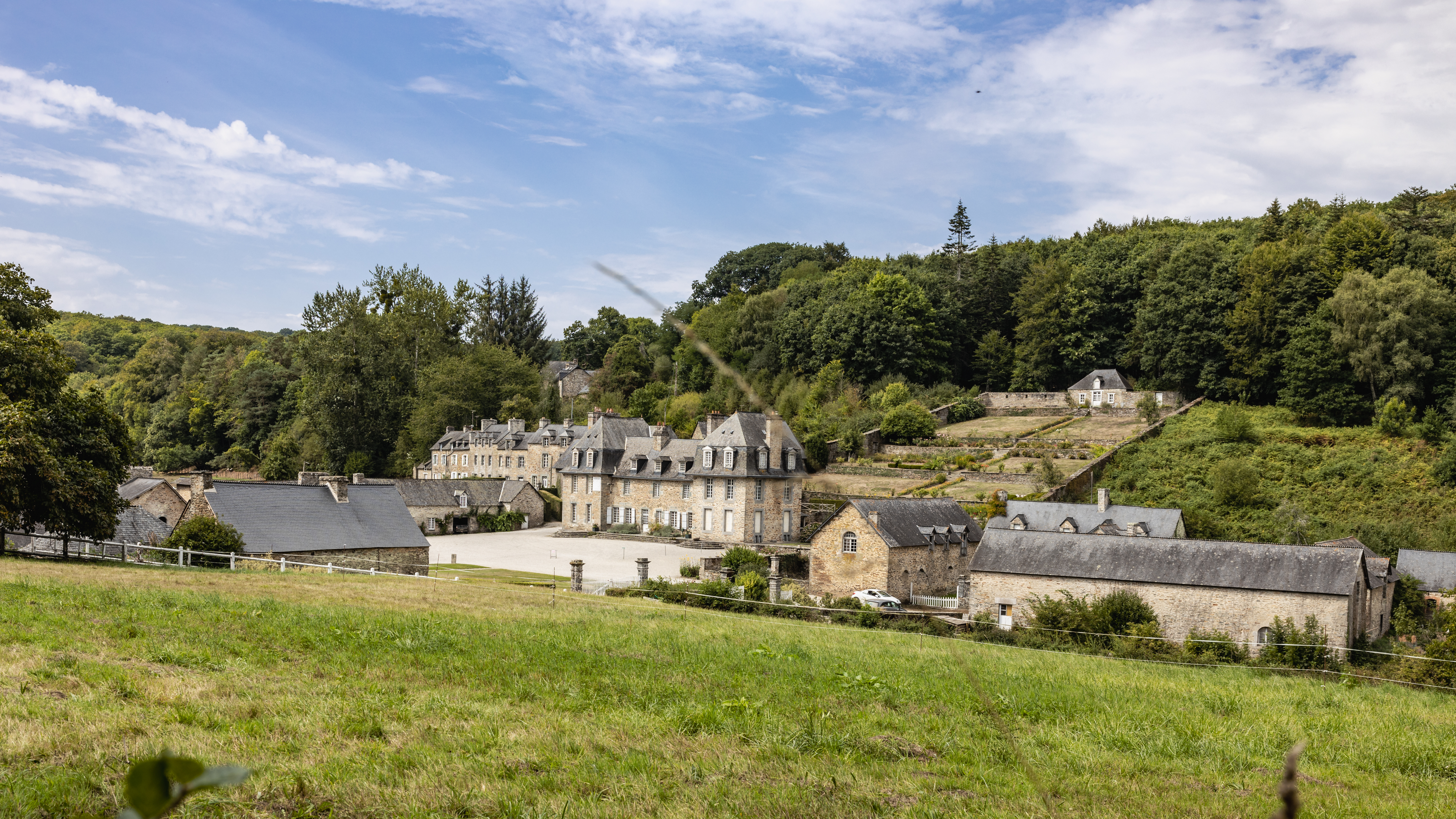
Les Forges des Salles.
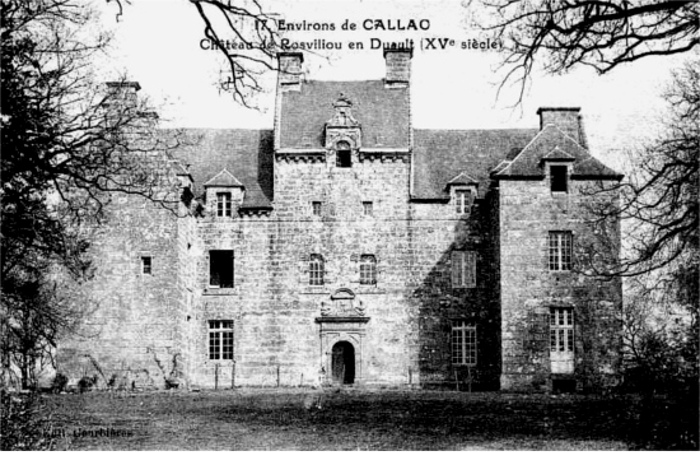
Le manoir de Rosviliou.
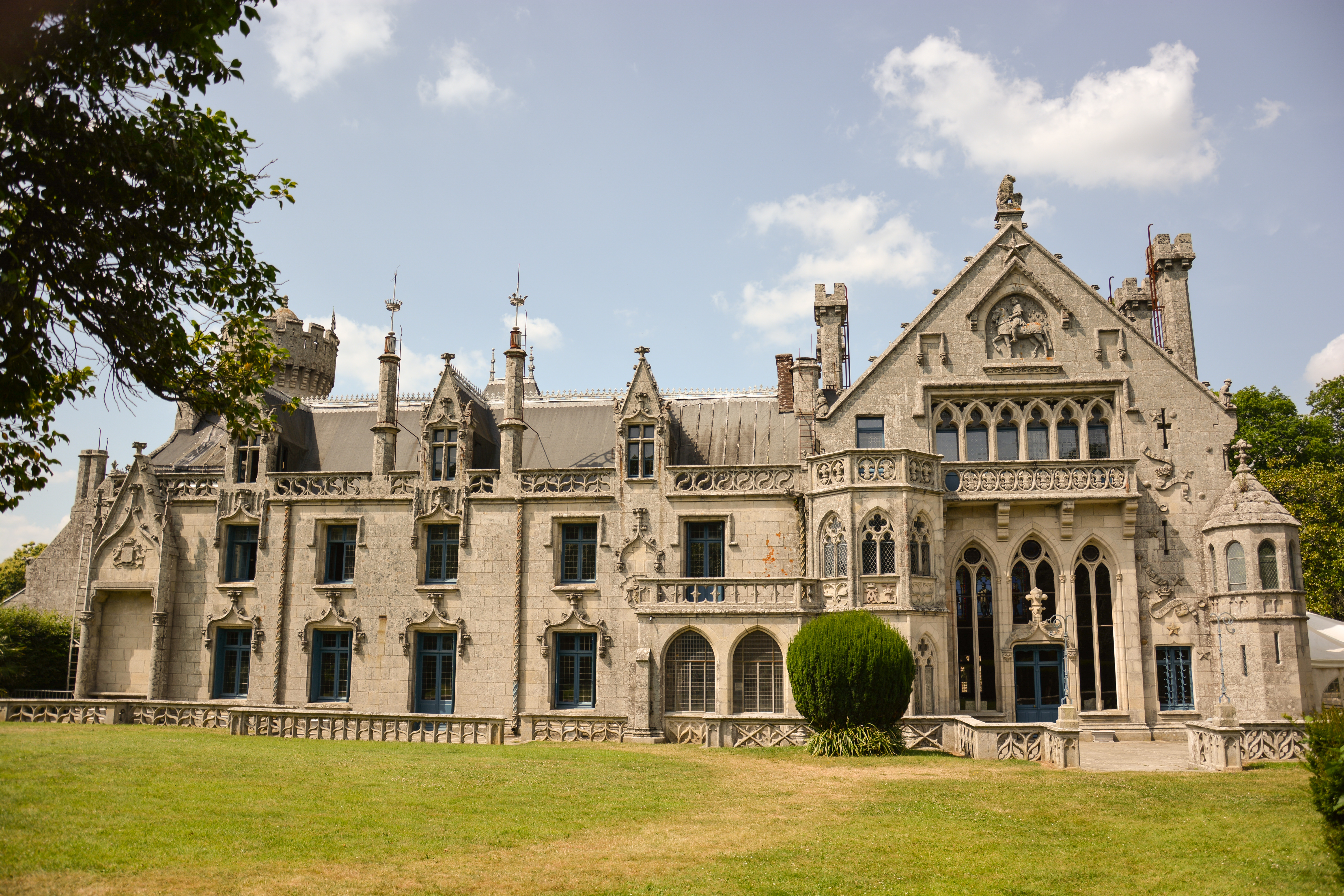
Le château de Kériolet.

### Musique
La musique du film est composée par Hania Rani.

## Accueil

### Festival et sorties
Le 4 mai 2023, Rosalie fait partie de la liste des films en compétition pour la Queer Palm du festival de Cannes parce qu'« être « queer », selon moi, c'est résister à la conformité et s'exempter des courants dominants. », précise la jurée Isabel Sandoval, et « pour moi, la définition de « queer », c’est tout ce qui sort de la norme, tout ce qui casse les codes de genre et tout ce qui remet en cause le patriarcat », ajoute Franck Finance-Madureira — journaliste et créateur de La Queer Palm. Le film y est projeté le 18 mai 2023 au théâtre Claude Debussy.
Gaumont annonce la sortie du film, le 10 avril 2024, dans les salles françaises.

### Critiques de presse
France Info trouve le film délicat et poignant dans son exploration de « la pluralité des réactions face à la différence » et apprécie en particulier la performance de Tereszkiewicz et Magimel dans les rôles principaux.  Les Inrocks apprécie un film « académique mais à la vision féministe singulière ». Libération estime que le scénario se situe « entre téléfilm d'époque et conte » et trouve le résultat « un peu pataud ». Le journal catholique La Croix apprécie la « grande beauté formelle » du film et le jeu « sensible » de l'actrice principale. Télérama publie deux avis : lors de l'avant-première au festival de Cannes, Cécile Mury voit dans Rosalie une « héroïne (un peu) trop moderne dans un film convenu » où l'évolution du personnage lui paraît « démonstrative et artificielle », mais elle apprécie plusieurs scènes réussies et l'interprétation des actrices et acteurs  ; à la sortie du film, Frédéric Strauss voit dans Rosalie « une chronique historique soignée, parfois un peu trop attachée à mettre en valeur les mentalités de l'époque ».
Le magazine LGBT Têtu estime que le film « vise juste dans son approche de la différence et de la pression extérieure » et salue la performance de l'actrice principale, mais déplore « un scénario quelque peu scolaire et des précipitations dans le dernier acte ». Le site Komitid regrette « un récit engageant grâce aux avantages qu’offrent ses gros moyens mais qui ne rend jamais honneur à la transgression du personnage qu’il met en scène ».

### Critiques par une association de personnes intersexes
Le Collectif intersexe activiste, principale association française de personnes intersexes, c'est-à-dire possèdant des caractéristiques physiques qui ne correspondent pas aux définitions habituelles des corps masculins et féminins, publie un communiqué de presse déplorant les choix de production et d'écriture opérés par le film. L'association regrette, d'une part, que l'équipe de production n'ait pas fait de travail de documentation, ni auprès de personnes intersexes, ni auprès d'historiennes spécialistes du sujet, et, d'autre part, que le scénario réinvente en grande partie la vie de Clémentine Delait en fonction d'un « un regard objectifiant et anachronique », par exemple en ajoutant de nombreuses violences, en montrant que l'on refuse à Clémentine Delait d'adopter un enfant alors que cela a été accepté, en faisant mourir le personnage beaucoup plus tôt que dans la réalité historique ou encore en incluant une scène d'examen gynécologique que l'association estime peu réaliste pour l'époque représentée. Le principal reproche fait au scénario est d'« ignorer les réalités historiques pour tenir un discours simpliste et faux : il est impossible d’être heureuse en étant une femme portant la barbe », préjugé qui a « justifié la mise en place systématique des violences médicales sur les personnes intersexes au milieu du XXe siècle ».

### Box office
Pour sa première semaine, il cumule 40 693 entrées dans 347 salles.

## Distinctions

### Récompense
- Festival du film francophone d'Angoulême 2023 : Valois de la meilleure actrice pour Nadia Tereszkiewicz[28]

### Nomination et sélection
- Festival de Cannes 2023 — section « Un certain regard » : Queer Palm[3]